# Andre Anura
Andre Anura Anuar (* 12. Juni 1999 in Tenom) ist ein malaysischer Leichtathlet, der im Weit- und Dreisprung an den Start geht. Er ist aktueller nationaler Rekordhalter im Weitsprung.

## Sportliche Laufbahn
Erste internationale Erfahrungen sammelte Andre Anura im Jahr 2019, als er bei den Asienmeisterschaften in Doha mit 6,78 m den elften Platz im Weitsprung belegte. Anfang Dezember gewann er bei den Südostasienspielen in Capas mit neuem Landesrekord von 8,02 m die Silbermedaille hinter dem Indonesier Sapwaturrahman und belegte im Dreisprung mit 16,00 m den fünften Platz. 2022 siegte er dann bei den Südostasienspielen in Hanoi mit 16,51 m im Dreisprung und gelangte mit 7,24 m auf Rang fünf im Weitsprung. Im August startete er im Dreisprung bei den Commonwealth Games in Birmingham, brachte dort aber keinen gültigen Versuch zustande. Im Jahr darauf verteidigte er bei den Südostasienspielen in Phnom Penh mit 16,06 m seinen Titel im Dreisprung. Anschließend belegte er bei den Asienmeisterschaften in Bangkok mit 7,62 m und 15,50 m jeweils den elften Platz. Im August belegte er bei den World University Games in Chengdu mit 15,83 m den achten Platz im Dreisprung und brachte im Weitsprung in der Vorrunde keinen gültigen Versuch zustande. Auch bei den Asienspielen in Hangzhou belegte er mit 16,00 m den achten Platz im Dreisprung und verpasste im Weitsprung mit 6,71 m den Finaleinzug.
In den Jahren 2021 und 2022 wurde Anura malaysischer Meister im Dreisprung sowie 2022 auch im Weitsprung.

## Persönliche Bestleistungen
- Weitsprung: 8,02 m (−0,1 m/s), 7. Dezember 2019 in Capas (malaysischer Rekord)
- Dreisprung: 16,51 m (+0,7 m/s), 17. Mai 2022 in Hanoi